# Tarmatambo (lugar arqueológico)
Complejo Arqueológico Tarmatambo es un sitio arqueológico ubicado en el departamento de Junín, Perú. Ubicado en la provincia de Tarma, distrito de Tarma, en la comunidad del mismo nombre. El sitio fue declarado Patrimonio Cultural de la Nación con la Resolución Directoral Nacional n.º 040/INC el 29 de enero del 2002.